# Великий раздатчик милостыни Франции

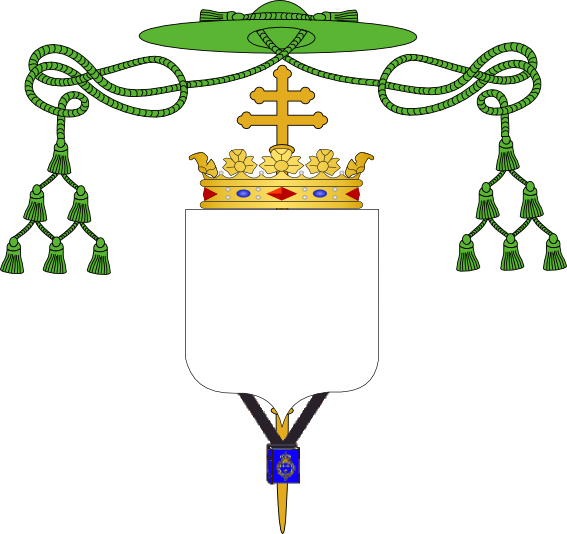
Герб Великого раздатчика милостыни Франции

Великий раздатчик милостыни Франции (фр. Grand aumônier de France) — один из высших сановников Французской монархии и членов Дома короля в период Старого Режима. Он руководил духовным домом королевского двора («Maison ecclésiastique du roi de France»), также известным как Королевская капелла.
Титул «Великий раздатчик милостыни Франции» был создан королём Франциском I. Должность не была включена в официальный список высших коронных чинов Франции учреждённых Генрихом III в 1582 году, но некоторые исследователи французской монархии оспаривают это.
Великий раздатчик милостыни Франции играл, прежде всего, символическую роль как наиболее важный член церкви при королевском дворе. Часто имея священный сан епископа, реже кардинальский, великий раздатчик милостыни имел ряд важных привилегий, в том числе надзор за благотворительными организациями в Париже и право на серебряный сервиз королевской капеллы в случае смерти короля. Великий раздатчик милостыни также преподавал Святое Причастие королю, совершал крещения и королевские браки. Этот пост обычно принадлежал представителям нескольких аристократических семейств, таких как дом Роганов.
Пост был примерно эквивалентен посту лорда-раздатчика милостыни при английском дворе в Великобритании, который курирует Духовный дом Великобритании и Королевскую капеллу.

## Великие раздатчики милостыни Франции

### Капелланы короля
- Эсташ (ум. после 1067 года), капеллан Филиппа I;
- Роже (ум. после 1160 года), раздатчик милостыни Людовика VII;
- Пьер (ум. после 1183 года), капеллан Филиппа Августа.

### Архикапелланы короля
- Симон де Сюлли (умер в 1232 году), архиепископ Буржа;
- Гийом де Сенна (ум. после 1287 года);
- Жиль де Понтуаз, аббат Сен-Дени, архикапеллан Филиппа IV Красивого.

### Раздатчики милостыни короля
- Гийом д’Аркуи, (умер в 1314 году), раздатчик милостыни Филиппа III Смелого, наставник его сына;
- Гийом Морен (ум. после 1321 года), раздатчик милостыни Филиппа IV Красивого;
- Гийом де Фёшеролль (ум. после 1342 года);
- Жан Друан (ум. после 1355 года);
- Мишель де Бреш (умер в 1366 году), епископ Ле-Мана, раздатчик милостыни короля с 1351 года по 1353 год;
- Жоффруа ле Бутэйе де Санли (умер в 1377 году), первый капеллан короля;
- Пьер де Прувервилль (ум. после 1377 года), раздатчик милостыни короля с 1371 года по 1377 год;
- Мишель де Кренэ (ум. после 1385 года), раздатчик милостыни короля в 1385 году;
- Пьер д’Альи (умер в 1425 году), князь-епископ Камбре, раздатчик милостыни короля в 1391 году;
- Жан Куртекуисс (ум. после 1422 года), епископ Парижа и Женевы;
- Жиль де Шан (умер в 1413 году), кардинал и епископ Кутанса, первый капеллан короля;
- Этьен де Монморе, раздатчик милостыни Карла VII (1422 год-1424 год-1429 год);
- Жан д’Осси (умер в 1453 году), епископ-герцог Лангра и пэр Франции;
- Жан де Ла Балю (умер в 1499 году), кардинал-епископ Эврё, раздатчик милостыни Людовика XI (до 1469 года) ;
- Анджело Като де Супино «Беневентский» (умер в 1495 году), архиепископ Вьенна, великий раздатчик милостыни короля (1476 год);
- Жан Тьюйе (умер в 1500 году), епископа Мо;
- Жан де Рели (умер в 1498 году), епископ Эвре и Анже;

### Великие раздатчики милостыни короля (с года вступления в должность)
- 1486—1514 : Жоффруа де Помпадур (умер в 1514 году), епископ дю Пюи-ан-Веле, граф дю Веле;
- 1514 : Франсуа Ле Руа де Шавиньи (ум. после 1514 года);
- 1516—1519 : Адриен Гуффье де Буасси(умер в 1523 году), кардинал, епископ Кутанса;
- 1519 : Франсуа де Мулен де Рошфор, приор-коммендатарий аббатства Сен-Маглуар-де-Леон в 1524 году;
- 1526—1543 : Жан Ле Венёр де Тийер (умер в 1543 году), граф-епископ Лисьё, кардинал в 1533 году;
- 1543—1547 : Антуан Санген де Мёдон (умер в 1559 году), кардинал, архиепископ Тулузы и епископ Орлеана до 1546 года и епископ Лиможа в 1544 году;
- 1547—1548 : Филипп де Коссе-Бриссак (1509—1548), епископ Кутанса;
- 1548—1552 : Пьер дю Шастель (умер в 1553 году), епископ Макона до 1552 года и Орлеана в 1551 году.

### Великие раздатчики милостыни Франции (с года вступления в должность)
- 1552—1556 : Бернар де Рути (умер в 1556 году), аббат Понлевуа;
- 1559—1559 : Луи III де Брезе (умер в 1589 году), епископ Мо;
- 1559—1560 : Шарль д’Юмьер (умер в 1571 году), епископ Байё;
- 1560—1591 : Жак Амио (1513—1593), епископ Осера в 1570 году;
- 1591—1606 : Рено де Бон де Семблансе (1527—1606), архиепископ Буржа до 1602 года и архиепископ Санса в 1594 году;
- 1606—1618 : Жак-Дави дю Перрон (1556—1618), кардинал, архиепископ Санса;
- 1618—1632 : Франсуа де Ларошфуко-Рандан (1558—1645), кардинал, епископ Санлиса;
- 1632—1653 : Альфонс Луи дю Плесси де Ришельё (1582—1653), кардинал, архиепископ Лиона и примас галлов;
- 1653—1671 : Антонио Барберини младший (1607—1671), итальянский кардинал, епископ Пуатье, а затем герцог-архиепископ Реймса в 1657 году, епископ Палестрины, герцог де Сеньи;
- 1671—1700 : Эммануэль-Теодоз де ла Тур д’Овернь де Буйон (1644—1715), кардинал, епископ Альбано в 1689 году;
- 1700—1706 : Пьер дю Камбу де Куален (1636—1706), кардинал, епископ Орлеана, герцог де Куален;
- 1706—1713 : Туссен де Форбен-Жансон (1629—1713), кардинал, граф-епископ Бове;
- 1713—1742 : Арман-Гастон-Максимильен де Роган-Субиз (1674—1749), кардинал, князь-епископ Страсбурга;
- 1742—1745 : Фредерик-Жером де Ларошфуко де Руа (1701—1757), архиепископ Буржа;
- 1745—1748 : Франсуа-Арман де Роган-Субиз (1717—1756), князь-аббат Люра и Мирбаха, кардинал в 1747 году;
- 1748—1759 : Никола-Шарль де Со-Таванн (1690—1759), архиепископ Руана, кардинал в 1756 году;
- 1760—1777 : Шарль-Антуан де Ла Рош-Эмон (1697—1777), архиепископ Нарбонна, а затем герцог-архиепископ Реймса в 1762 году и кардинал в 1771 году;
- 1777—1786 : Луи-Рене-Эдуард де Роган-Гемене (1734—1803), кардинал в 1778 году и князь-епископ Страсбурга в 1779 году;
- 1786—1791 : Луи-Жозеф де Монморанси-Лаваль (1724—1808), князь-епископ Меца, кардинал в 1789 году;

Первая империя
- 1805—1814 : Жозеф Феш (1763—1839), кардинал, архиепископ Лиона и примас галлов;

Реставрация Бурбонов и Июльская монархия
- 1814—1821 : Александр-Анжелик де Талейран-Перигор (1736—1821), кардинал и архиепископ Парижа с 1817 года;
- 1821—1844 : Гюстав-Максимильен-Жюст де Крой (1773—1844), епископ Страсбурга, затем архиепископ Руана в 1823 году, кардинал с 1825 года;

Вторая империя
- 1857—1862 : Франсуа Морло (1795—1862), кардинал и архиепископ Парижа;
- 1863—1871 : Жорж Дарбуа (1813—1871), архиепископ Парижа.